# مونا ریکو
مونا ریکو (انگلیسی: Mona Rico؛ ‏ ۱۵ ژوئیهٔ ۱۹۰۷ – ۱۵ ژوئیهٔ ۱۹۹۴) بازیگر اهل مکزیک بود.
از فیلم‌هایی که وی در آن‌ها نقش داشته‌است، می‌توان به شیطان با زنان و تندر درون اشاره نمود.